# Nianija Bolong
Der Nianija Bolong (französische Schreibweise Nianija Bôlon) ist ein rechter Nebenfluss des westafrikanischen Gambia-Flusses.

## Geographie
Der Nianija Bolong entspringt ungefähr sieben Kilometer südlich von der senegalesischen Stadt Koungheul in der Region Kaffrine. Der Fluss fließt auf einer Länge von ungefähr 70 Kilometern in südwestlicher Richtung, bis er mit einer Breite von ungefähr 35 Metern in den Gambia-Fluss mündet.
Der Fluss durchfließt eine Region, die die höchste Konzentration der Senegambischen Steinkreise aufweist. So ist der besondere V-förmige Stein von Kerr Batch in unmittelbarer Nähe des Nianija Bolong.
Der Zusatz Bolong, den viele Nebenflüsse des Gambias haben, bedeutet in der Sprache der Mandinka „bewegliches Wasser“ oder „Nebenfluss“.